# 北海道道57号旭川深川線
北海道道57号旭川深川線（ほっかいどうどう57ごう あさひかわふかがわせん）は、北海道旭川市と深川市を結ぶ道道（主要地方道）である。

## 概要

### 路線データ
- 起点：北海道旭川市神居町神居古潭（国道12号交点）
- 終点：北海道深川市三条12番（国道233号交点）
- 総延長：11.888 km[1]
- 実延長：11.863 km[1]
- 重用延長：0.025 km[1]

### 道路管理者
- 上川総合振興局 旭川建設管理部 事業課
- 空知総合振興局 札幌建設管理部 深川出張所

## 歴史
- 1957年（昭和32年）7月25日 - 206号納内一己深川線として路線認定[2]。
- 1958年（昭和33年）8月25日 - 305号神居古潭納内深川線として路線認定[3]。同日付で206号納内一己深川線は廃止[4]。
- 1965年（昭和40年）3月26日 - 路線名を神居古潭深川線に変更[5]。
- 1982年（昭和57年）4月1日 - 路線名を旭川深川線に変更[6]。
- 1993年（平成5年）5月11日 - 建設省から、道道旭川深川線が旭川深川線として主要地方道に指定される[7]。
- 1994年（平成6年）10月1日 - 路線番号を57号に変更[8]。

## 路線状況

### 道路施設

#### 主な橋梁
- 神納橋（251 m、石狩川、旭川市神居町神居古潭 - 深川市納内町字納内）

## 地理

### 通過する自治体
- 上川総合振興局
  - 旭川市
- 空知総合振興局
  - 深川市

### 交差する道路

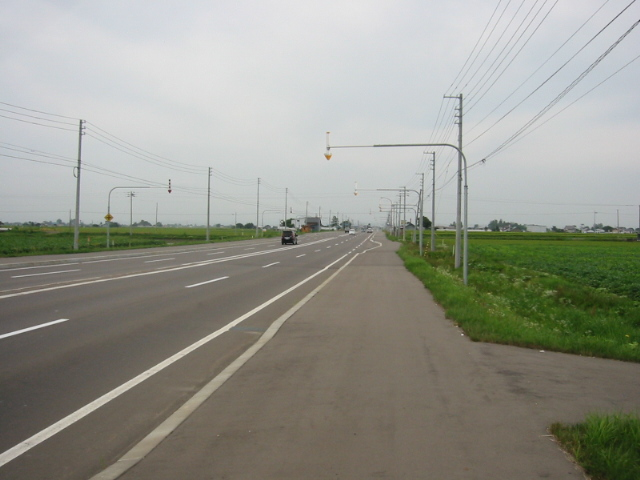
道道57号（深川市）

旭川市
- 国道12号 - 神居町神居古潭（起点）

深川市
- E5 道央自動車道 - 納内（接続はしない）
- 北海道道916号湯内内園線 - 納内町3丁目
- 北海道道875号多度志一已線 - 三条25番
- 北海道道990号深川砂川自転車道線 - 三条16番
- 国道233号 - 三条12番（終点）

### 沿線にある施設など
深川市
- クラーク記念国際高等学校
- JR北海道 函館本線 納内駅
- 深川市立納内小学校
- 深川市総合運動公園
  - 深川市陸上競技場
  - 深川市民球場
  - 深川市総合体育館
- 深川市役所
- 深川税務署